# Bécs kerületei
Bécsnek 23 kerülete (németül: Gemeindebezirk) van. A város magja az I. kerület, míg a II–IX. kerület Bécs külvárosait jelenti. A X–XIX. kerület a Gürtelen kívül helyezkednek el. A Duna-csatorna és az ún. Nagy-Duna közötti rész északi fele a XX. kerülethez, déli része (a Práterrel együtt) a II. kerülethez tartozik. A Dunától balra fekvő XXI. és XXII. kerület egykori falvakból jött létre. A sort a Bécs délnyugati határán, a Duna jobb partján fekvő XXIII. kerület zárja.
A kerületek a következők
| 1. Innere Stadt (I. kerület, magyarul Belváros) 2. Leopoldstadt (II. kerület, magyarul Lipótváros) 3. Landstraße (III. kerület; neve magyarul Országút) 4. Wieden (IV. kerület) 5. Margareten (V. kerület) 6. Mariahilf (VI. kerület) 7. Neubau (VII. kerület) 8. Josefstadt (VIII. kerület, magyarul Józsefváros) 9. Alsergrund (IX. kerület) 10. Favoriten (X. kerület) 11. Simmering (XI. kerület) 12. Meidling (XII. kerület) 13. Hietzing (XIII. kerület; itt van Schönbrunn) 14. Penzing (XIV. kerület) 15. Rudolfsheim-Fünfhaus (XV. kerület) 16. Ottakring (XVI. kerület) 17. Hernals (XVII. kerület) 18. Währing (XVIII. kerület) 19. Döbling (XIX. kerület; itt halt meg Széchenyi István gróf) 20. Brigittenau (XX. kerület) 21. Floridsdorf (XXI. kerület) 22. Donaustadt (XXII. kerület) 23. Liesing (XXIII. kerület) |